# Lysarete australiensis
Lysarete australiensis är en ringmaskart som beskrevs av Benham 1915. Lysarete australiensis ingår i släktet Lysarete och familjen Lumbrineridae. Inga underarter finns listade i Catalogue of Life.